# Klaus Augenthaler
Klaus Augenthaler (* 26. September 1957 in Fürstenzell) ist ein ehemaliger deutscher Fußballspieler und -trainer. Als klassischer Libero feierte Augenthaler nationale und internationale Erfolge: Mit sieben deutschen Meisterschaften im Trikot des FC Bayern München hielt er lange einen Rekord, der später überboten wurde. Ein Höhepunkt seiner Karriere war der Weltmeistertitel mit der deutschen Fußballnationalmannschaft im Jahr 1990. Er arbeitet heute als Experte für FC Bayern-TV sowie zuletzt als Nachwuchstrainer im „internationalen Programm“ des Vereins.

## Karriere als Spieler

### Vereine
Augenthaler kam 1975 von seinem Heimat- und Jugendverein FC Vilshofen in die Jugendabteilung des FC Bayern München. Dort war er ein Jahr aktiv, bis ihn Gyula Lóránt als Vorstopper, später als Libero in das Profi-Team von Bayern München integrierte. Während er in der Saison 1976/77 noch ohne Einsatz in der Bundesliga blieb, gewann er mit der Auswahl des Landesverbandes Bayern mit einem 4:2-Sieg über die Auswahl des Landesverbandes Südwest den Länderpokal der Amateure.
Am 12. Oktober 1977 bestritt Augenthaler sein erstes Bundesligaspiel. In der 20. Minute schoss er mit der 1:0-Führung auch sein erstes Tor beim 3:0-Heimsieg gegen Borussia Dortmund. Diesem Spiel folgten noch 403 weitere Bundesligaeinsätze und in jeder Saison bis 1990/91 auch mindestens ein Treffer von ihm. Des Weiteren spielte er 50-mal (8 Tore) im DFB-Pokal und 89-mal (14 Tore) im Europapokal. Nach Beendigung seiner Bundesligakarriere spielte Augenthaler noch bis 1996 vereinzelt für die Amateure des FC Bayern in der Ober- bzw. Regionalliga.
Die Zeit, in der Augenthaler beim FC Bayern München spielte, war von zahlreichen Erfolgen gekrönt. Augenthaler gewann mit dem Verein sieben deutsche Meisterschaften, war lange Zeit Kapitän der Mannschaft und galt als einer der besten Liberos in Deutschland. „Auge“, so sein geläufiger Spitzname, war bekannt für weite Pässe und ein erfolgreicher Freistoßschütze. Ein besonderes Tor gelang ihm 1989, als er in einem Spiel gegen Eintracht Frankfurt den gegnerischen Torwart Uli Stein mit einem 50-Meter-Weitschuss vom Mittelkreis aus überwand. Dieses Tor wurde zum Tor des Jahrzehnts der 80er Jahre gewählt.
Sein letztes Spiel in der Bundesliga bestritt Augenthaler am 15. Juni 1991, dem letzten Spieltag der Saison 1990/91, beim 2:2-Unentschieden gegen Bayer 05 Uerdingen; Augenthaler wurde in der 66. Minute für Manfred Bender ausgewechselt. Als Spieler und langjähriger Kapitän (1984 bis 1991) hatte Augenthaler bei Bayern München eine erfolgreiche Ära geprägt. Der Gewinn des Europapokals der Landesmeister blieb ihm aber versagt: 1982 verlor Bayern München das Endspiel gegen Aston Villa. Im Finale 1987, bei der 1:2-Niederlage gegen den FC Porto, fehlte er aufgrund einer im Halbfinale gegen Real Madrid erhaltenen roten Karte. In seinem letzten Europapokalspiel, dem verlorenen Halbfinale gegen Roter Stern Belgrad, lenkte er versehentlich einen von ihm abgewehrten Ball in der Nachspielzeit gegen den eigenen Torwart Raimond Aumann in das Netz.

### Spielweise
Sowohl im Nationalteam als auch in den Vereinsmannschaften spielte Augenthaler oft auf der Position des Liberos, war für die Organisation der Abwehr zuständig und führte meist die Freistöße aus. Sein besonderes Markenzeichen war sein ungewöhnlich harter Schuss.

### Nationalmannschaft
Das Nationaltrikot trug Augenthaler erstmals in der DFB-Jugendauswahl, für die er elfmal zum Einsatz kam und drei Tore erzielte. Sein Debüt gab er am 15. Oktober 1975 in Trelleborg beim 1:1-Unentschieden gegen die Auswahl Schwedens. Es folgten zehn Einsätze in Folge, wobei er in seinem fünften, am 3. März 1976 in Duschanbe beim 2:0-Sieg über Ungarn sein erstes von drei Toren erzielte. Seinen letzten Einsatz für diese Auswahl bestritt er am 1. Juni 1976 im ungarischen Balatonfűzfő beim 3:2-Sieg über die Auswahl der Tschechoslowakei.
Augenthaler spielte achtmal für die B-Nationalmannschaft; erstmals am 11. September 1979 in Kaiserslautern, als er für Ditmar Jakobs eingewechselt beim 2:1-Sieg über Rumänien mitwirkte. Bereits in seinem zweiten Spiel am 16. Oktober in Koblenz, beim 9:0-Sieg über die A-Nationalmannschaft Luxemburgs, kam er zu seinem einzigen Treffer.
Für die A-Nationalmannschaft spielte er 27-mal, erstmals am 5. Oktober 1983 im Qualifikationsspiel zur Europameisterschaft 1984 beim 3:0-Sieg über Österreich in Gelsenkirchen. Nach fast dreijähriger Pause wurde Augenthaler im April 1989 wieder in die Nationalmannschaft berufen. Er nahm an zwei Weltmeisterschaften teil und wurde in seinem letzten Länderspiel am 8. Juli 1990 in Rom Weltmeister. Dafür erhielt er – wie die gesamte Weltmeisterelf – das Silberne Lorbeerblatt.

## Karriere als Trainer

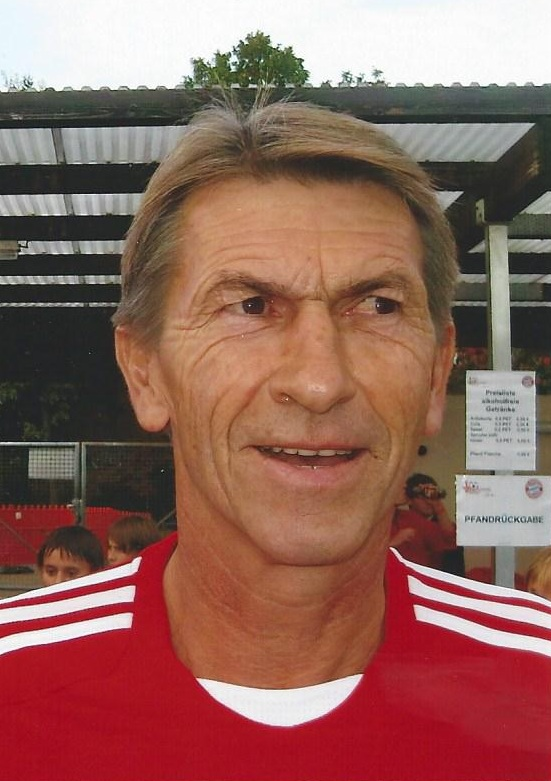
Klaus Augenthaler (2009)

### FC Bayern München
Unmittelbar nach dem Ende seiner Profi-Karriere übernahm Augenthaler die A-Jugend-Mannschaft des FC Bayern München. Von 1992 bis 1997 hatte er bei der Profimannschaft die Funktion des Co-Trainers und ab Mitte Mai 1996 bis zum Ende der Saison – infolge kurzfristiger Vertretung Franz Beckenbauers – die des Cheftrainers inne.
Er ist der einzige Trainer in der Geschichte der Bundesliga, der in einem Spiel versehentlich viermal auswechselte. Im letzten Saisonspiel der Bayern gegen Fortuna Düsseldorf wechselte Augenthaler zur Pause drei neue Feldspieler ein, dazu zusätzlich auch den Torhüter Michael Probst für Oliver Kahn. Schiedsrichter Lutz Wagner bemerkte diesen Regelverstoß nicht. Das Spiel endete 2:2, wobei Düsseldorf gegen die Wertung des Spiels angesichts der Bedeutungslosigkeit für beide Mannschaften keinen Einspruch einlegte.
Bis 1996 spielte er parallel zu seiner Trainertätigkeit vereinzelt bei den Amateuren des FC Bayern.

### Grazer AK und 1. FC Nürnberg
In Österreich war Augenthaler bis März 2000 Cheftrainer des Bundesligisten Grazer AK, bevor er die Trainertätigkeit beim 1. FC Nürnberg übernahm und mit dem „Club“ 2001 in die Bundesliga aufstieg. Am 30. April 2003 wurde er bei den stark abstiegsgefährdeten Franken kurz vor Ende der Spielzeit beurlaubt.

### Bayer Leverkusen und VfL Wolfsburg
Nach der Entlassung durch Nürnberg war Augenthaler bei Bayer 04 Leverkusen, dem Champions-League-Finalisten von 2002, der in dieser Saison akut abstiegsbedroht war, für den Wiederaufbau in der kommenden Saison vorgesehen. Nachdem ein vorzeitiger Rücktritt seines Vorgängers Thomas Hörster Mitte April noch abgelehnt worden war, wurde Augenthaler aufgrund der von Hörster geäußerten Hoffnungslosigkeit bereits am 13. Mai 2003 Cheftrainer beim „Werksclub“ und erreichte in den letzten zwei Spielen mit dem 15. Tabellenplatz den Klassenerhalt. In der Saison 2003/04 wurde er mit seinem Verein Dritter der Meisterschaft und qualifizierte sich so für die Teilnahme an der Champions League. In der Vorrunde gewann der Verein unter anderem mit 3:0 gegen Real Madrid und schied im Achtelfinale nach zwei Niederlagen gegen den FC Liverpool aus. Augenthaler wurde am 16. September 2005 in Leverkusen entlassen.
Die nach dreimonatiger Pause am 29. Dezember 2005 angetretene Trainernachfolge von Holger Fach beim VfL Wolfsburg endete am 19. Mai 2007 in beiderseitigem Einvernehmen. Zuvor, am 10. Mai 2007, vor dem 33. Bundesligaspieltag gegen Alemannia Aachen, gab der mit dem VfL Wolfsburg vom Abstieg bedrohte Klaus Augenthaler eine Pressekonferenz von 42 Sekunden Länge, bei der er vier Fragen selbst stellte und auch selbst beantwortete.

### SpVgg Unterhaching
Am 23. März 2010 übernahm Augenthaler das Training beim abstiegsgefährdeten Drittligisten SpVgg Unterhaching. Er löste den Interimstrainer Matthias Lust ab, der zuvor das Training als Nachfolger von Ralph Hasenhüttl übernommen hatte; Hasenhüttl war am 22. Februar 2010 beurlaubt worden. Augenthaler schaffte mit seiner Mannschaft am 36. Spieltag den Klassenerhalt, mit einem 1:0-Heimsieg gegen den Wuppertaler SV. Sein Vertrag wurde zum Ende der Saison 2010/11 nicht verlängert.

### SV Donaustauf
Am 18. Februar 2016 wurde bekannt, dass Klaus Augenthaler ab Sommer 2016 den Landesligisten SV Donaustauf trainieren werde. Durch einen ehemaligen Jugendspieler, der in Augenthalers Nähe wohne, sei der Kontakt zustande gekommen, wie er auf einer Pressekonferenz mitteilte.
Augenthaler führte Donaustauf wieder in die obere Tabellenregion, der Verein schloss die Saison 2016/2017 mit dem zweiten Tabellenplatz ab. Daraufhin trat er von seiner Funktion nach einem Jahr zurück. Als Erklärung führte er aus, dass er aufgrund seiner mittlerweile parallel ausgeführten Tätigkeit als TV-Experte für den FC Bayern zeitlich zu sehr ausgelastet sei.

### Rückkehr zum FC Bayern
Im Juli 2017 kehrte Augenthaler als Nachwuchstrainer im „internationalen Programm“ zum FC Bayern zurück.

## Erfolge

### Spieler
- Weltmeister (1): 1990
- Vize-Weltmeister (1): 1986
- Finalist im Europapokal der Landesmeister (2): 1982, 1987
- Deutscher Meister (7): 1980, 1981, 1985, 1986, 1987, 1989, 1990
- DFB-Pokal-Sieger (3): 1982, 1984, 1986
- DFB-Supercup-Sieger (3): 1983, 1987, 1990
- DFB-Länderpokal-Sieger (1): 1977

### Co-Trainer
- UEFA-Cup-Sieger (1): 1996
- Deutscher Meister (2): 1994, 1997
- DFB-Ligapokal-Sieger (1): 1997

### Trainer
- ÖFB-Cup-Sieger (1): 2000 mit dem Grazer AK
- Meister der 2. Bundesliga (1): 2001 mit dem 1. FC Nürnberg

## Auszeichnungen
- Torschütze des Monats April 1982[18], August 1989[19]
- Torschütze des Jahres 1989
- Torschütze des Jahrzehnts in den 1980ern
- Kicker-Libero des Jahres: 1988, 1989
- Aufnahme in die Hall of Fame des FC Bayern München[20]

## Familie
Klaus Augenthaler war ab 1980 mit seiner Frau Monika verheiratet, mit der er zwei Töchter hat. Die 1990 geborene jüngere Tochter Lisa ist Schauspielerin und seit 2018 Radiomoderatorin bei Antenne Bayern. Heute ist er mit Sandra verheiratet.
Im Alter von 62 Jahren wurde er Vater eines Sohnes.

## Sonstiges
- Während seiner Zeit als Trainer beim Grazer AK gab Augenthaler auf einer Pressekonferenz bekannt, dass er den Verein sofort verlassen und künftig einen französischen Spitzenverein trainieren werde. Mehrere lokale Radiosender unterbrachen daraufhin mit einer Sondermeldung ihr Programm. Der als Nachfolger von Augenthaler vorgestellte litauische Fußballtrainer Albertas Klimawiszys leitete sogleich ein erstes Training, bei dem er einen Spieler, der gegen die unkonventionellen Trainingsmethoden Einwände erhob, suspendierte. Nach wenigen Minuten brach daraufhin die gesamte Mannschaft unter Protest das Training ab. Im Folgenden wurden die anwesenden Journalisten aufgeklärt, dass es sich um einen Beitrag für die Sendung Darüber lacht die Welt gehandelt habe; der angebliche Trainer Klimawiszys wurde von dem Komiker Hape Kerkeling gespielt. Auch die Mannschaft war zuvor nicht eingeweiht worden.
- Am 30. Januar 2009 gab der Bayerische Rundfunk bekannt, dass Klaus Augenthaler für die Rückrunde der Bundesliga als Moderator der Sendung Heute im Stadion auf Bayern 1 verpflichtet wurde.[24]
- Im Februar 2017 gab der FC Bayern München bekannt, dass Klaus Augenthaler als Experte die Spiele der Münchener beim Fernsehsender „FC Bayern.tv.live“ analysieren werde.[25]
- Augenthalers Jugendverein FC Vilshofen benannte 2019 seinen rund 8000 Zuschauer[26] fassenden Stadionneubau als Klaus Augenthaler Stadion.[27]
- 2019 hatte er einen kurzen Gastauftritt als Trainer von Hoffnungsspieler Buengo des fiktiven FC Rot-Weiß Niederkaltenkirchen im Film Leberkäsjunkie.
- Augenthaler erzählte in einem Interview, dass er in seiner Kindheit Fan von Borussia Dortmund war.[28]
- 2024 erschien das erste Buch über Klaus Augenthaler: "Immer nur Rot-Weiß gedacht". Albrecht Breitschuh schrieb das Buch, in Zusammenarbeit mit Klaus Augenthaler.